# Guo Linxiang
Guo Linxiang (China, 7 de septiembre de 1965) es un gimnasta artístico chino, medallista de bronce mundial en 1989 en el concurso por equipos.

## 1989
En el Mundial celebrado en Stuttgart (Alemania) consigue una el bronce en equipos, tras la Unión Soviética (Oro) y la República Democrática Alemana (plata), siendo sus compañeros de equipo: Li Chunyang, Li Jing, Ma Zheng, Li Ge y Wang Chongsheng.